# 羽島焼
羽島焼（はしまやき）は、岡山県倉敷市郊外で焼かれる陶磁器。

## 歴史
小河原虎吉（1902年-1972年）が、開窯。

## 特徴
日用品を意識して製作されたものが多く、無駄な飾りや技巧を省いた質素な作柄で知られる。